# Victorine
Victorine (с англ. — «Викторина») — четырёхтактная детективная опера британских концептуальных художников группы «Искусство и язык». Она была написана летом 1983 года на английском языке и была опубликована в журнале «Язык искусства», том 5, № 2 в марте 1984 г. Премьера оперы должна была состояться в Касселе во время Documenta 7, но была отменена. Французский перевод оперы был впервые опубликован в 1993 году Национальной галереей Же-де-Пом по случаю выставки «Искусство и язык».

## Персонажи
- Инспектор Дени
- Сержант Нозьер
- Первый полицейский
- Полицейский хор
- Гюстав Курбе
- Эдуард Мане
- Месье Барбен, друг Мане
- Викторина Мёран
- Жанна, подруга Жан-Фиса Мерлина
- Марианна Брикафер
- Консьерж на улице Метр-Альбер, 17.
- Различные левые и республиканцы, по группам
- Пикас Озебрак, осведомитель
- Жан-Фис Мерлин, осведомитель, агент и фланёр
- Различные левые и республиканцы, по группам
- Персонажи, замеченные инспектором Дени на улице возле мастерской Курбе.

## Краткое содержание
Действие происходит во Франции, в Париже, в конце XIX века. Это полицейское расследование, в котором сновидения и иллюзии играют важную роль. Несколько женщин убиты. Гюстав Курбе и Эдуард Мане — два главных подозреваемых.

### Акт I
Париж 1865 года, в полицейском участке, в просторном прямоугольном помещении, инспектор Дени стоит, облокотившись на длинный прилавок. Второй полицейский сидит за столом. Они разговаривают. За прилавком мы видим людей, которые постоянно подвергаются жестокому обращению со стороны полиции. Инспектор Дени описывает безжизненное тело молодой девушки, только что убитой. Её личность неизвестна. Инспектор Дени решает провести расследование в месте, которое молодая девушка ранее посещала: кафе Vingt-et-Un. В этом кафе посетителями являются дамы полусвета, левые и праздношатающиеся с сомнительной нравственностью. Инспектор Дени показывает фото трупа Викторине Мёран, которая в ужасе опознает свою подругу Вирджинию. Викторина уличает инспектора в презрении к полусвету, к которому она принадлежит:
«Я та, кого вы так презираете,
И я не могу терпеть ваш самодовольный тон».
В полицейском участке сержант Нозьер и инспектор Дени связывают это убийство с серией убийств молодых женщин. Они строят догадки, чтобы найти мотив преступления и виновника. Они находят аллюзии на несколько произведений искусства- «Девушки на берегу Сены» Гюстава Курбе и «Олимпия» Мане — и решают допросить своего информатора Пикаса Озебрака.

### Акт II
В полицейском участке инспектор Дени, сержант Нозьер и второй полицейский просматривают различные снимки. Они все ещё ищут мотив преступления. Второй полицейский берет фотографию и демонстрирует её инспектору Дени, словно показывает картину знатоку. Аллюзией на «Туалет Венеры» Франсуа Буше является разговор между Пикасом Озебраком, инспектором Дени и сержантом Нозьером. Пикас Озебрак рассказывает инспектору Дени, что убитая девушка была не проституткой, а моделью, которая позировала для художников. Некий Жан Фис посылает записку инспектору Дени, прося встречу с ним в одиннадцать часов в кафе « Vingt-et-Un». Инспектор Дени решает пойти туда инкогнито. Жан Фис появляется в сопровождении девушки и намекает инспектору Дени, что виновен Курбе.
« Знайте, что этот Курбе, с его невыразимыми пороками…
Хвастался тем, что сделал, как песчаный замок
Падение Вандомской колонны…»
На рассвете в полицейском участке инспектор Дени спрашивает своих сотрудников, нашли ли они какие-нибудь улики на Курбе. В одной папке он обнаруживает, написанные им слова: «Угадайте, кто может!». Это аллюзия на письмо Курбе своему другу Луи Франсуа в 1855 году, в котором он упоминает картину «Мастерская художника»: «Это история моей мастерской, то, что происходит там морально и физически. Это довольно загадочно, угадает, кто сможет». Инспектор Дени решает пойти в мастерскую Курбе.

### Акт III
На темной парижской улице инспектор Дени и сержант Нозьер прячутся, чтобы наблюдать за входом в мастерскую Гюстава Курбе. Сержант Нозьер напоминает об известной работе Курбе. Дени считает, что речь идет о политических преступлениях, совершенных республиканцами. Входят мужчина и крестьянин, держащий косу. Они бормочут на неразборчивом иностранном языке. Инспектор Денис идет в мастерскую Курбе и заходит без стука. Он выдает себя за начальника пожарной охраны: инспектора: Р. Жанвина Рембрандта. Это аллюзия на картину «Пожарные, бегущие к огню» Курбе. Начинается разговор между художником и инспектором Дени. Курбе заявляет:
«Я посвятил свою жизнь классовой борьбе,
Возрождению — искусство».
Детектив Дени показывает ему ордер на обыск. Он хочет обыскать его мастерскую. Курбе разоблачает инспектора Дени и выясняет, что он полицейский. Инспектор спрашивает его, какое у него алиби на ночь 2 июня 1858 года. Курбе отвечает, что он охотился во Франкфурте. Затем инспектор спрашивает у Курбе алиби на 10 февраля 1849 года. Курбе утверждает, что в то время он был в Амстердаме. Наконец, инспектор Дени просит у него алиби на 10 марта десятью годами ранее. Курбе отвечает, что он был в Орнане, где писал картину своей мастерской.
«Настоящая аллегория, где я делаю вид, что показываю
Весь мир в огромном глобальном портрете».
Инспектор Дени возвращается в полицейский участок. В полицейском отчете упоминается имя Мане. В мастерской Мане и мистер Барбин, его друг, рассматривают Олимпию. Инспектор Дени входит в мастерскую и тайно подслушивает их. Затем инспектор Дени просит Мане предоставить свое алиби. Мане утверждает, что он рисовал. Викторина Мёран должна присоединиться к нему, чтобы позировать в его мастерской. Курбе показывает инспектору Дени картину, которая находится в его мастерской. На ней изображена лежащая женщина — Олимпия. Смущенный, инспектор видит в картине Олимпии проекцию убийства, которое Мане намерен совершить. Он считает, что Викторина в смертельной опасности. Жан Фис приходит в мастерскую Мане. Он описывает Викторину как воплощение современности:
"Сегодняшний мир в женском взгляде ".
В конце концов, инспектор Дени исключил Мане как подозреваемого.

### Акт IV
Викторина Мёран беседует со своей подругой Марианной Брикафер в своей квартире на улице Метр-Альбер, 17. Они говорят о печальной судьбе своей подруги Вирджинии. Приходит консьерж и говорит Викторине, что полиция разыскивает её, потому что ей грозит смертельная опасность. Акт заканчивается арией «Что я могу сказать этим сумасшедшим полицейским?», в котором Виктория заявляет, что преступление — это наслождение.
"Что я должна сказать
Этому сумасшедшему полицейскому?
Я могу повернуть голову
С таким взглядом, который бросает вызов,
И убивая удовольствие
Быть мертвой в его глазах ".

## Музыкальное сопровождение
Музыкальное сопровождение Victorine написана Майо Томпсоном, лидером американской экспериментальной рок-группы Red Krayola, которая регулярно сотрудничает с Искусство и язык с 1970-х годов. Оно остается незавершенным, по сей день, в 2019 году.

## Представления
Первоначально, Victorine должна была быть сыграна в городе Кассель в Германии по случаю documenta 7 в 1982 году и показана вместе с Искусство и язык Studio at 3 Wesley Place; Painted by Actors. Опера должна была сниматься немецким телеканалом 6, но этот проект не увенчался успехом. В 2012 году на биеннале Музея американского искусства Уитни единственный раз был сыгран IV акт Victorine, где Феликс Бернштейн играл Викторину, а Гейб Рубин — её подругу Марианну Брикафер. Запись этого представления представлена в Музее современного искусства «Замок Монсоро» в постоянной коллекции музея.